# Coface
Compagnie Française d’Assurance pour le Commerce Extérieur (COFACE) ist eine weltweit agierende Kreditversicherung und Exportkreditversicherung mit Geschäftssitz in Bois-Colombes bei Paris.

## Allgemeines
Coface bietet Unternehmen Lösungen, die gegen Ausfallrisiken schützen – sowohl in Frankreich als auch in dessen Exportmärkten. Neben der Kreditversicherung bietet Coface auch Inkassodienstleistungen, Factoring, Wirtschaftsinformationen und Bürgschaften an.
Coface ist an der Pariser Börse Euronext im CAC Small Index gelistet.
Coface wurde von ISS-oekom, einer auf nachhaltige Entwicklung spezialisierten Ratingagentur, mit dem Prime-Status ausgezeichnet.
Die Coface-Gruppe unterstützt mit über 4.000 Mitarbeitern etwa 50.000 Kunden weltweit in über 100 Ländern dabei, Geschäfte zu versichern.

## Geschichte
Coface wurde 1946 als französische Spezialgesellschaft für Exportkreditversicherungen gegründet.
In den 1990er Jahren entwickelte sich Coface international durch internes und externes Wachstum, durch den Erwerb von Kreditversicherungsgesellschaften und durch die Gründung neuer Tochtergesellschaften oder Niederlassungen. Zu den externen Akquisitionen gehörten 1992 La Viscontea (italienisches Wertpapier- und Kreditversicherungsunternehmen), 1993 London Bridge Finance (britisches Finanzunternehmen, das Kreditversicherungsdienstleistungen anbietet), 1996 die Allgemeine Kredit (deutsches Unternehmen, das Inlands- und Exportkreditversicherungen anbietet) und 1997 die Österreichische Kreditversicherung sowie 2002 der Erwerb des Continental-Portfolios in den USA. Die internationale Entwicklung der Gruppe ging auch mit der Gründung des Coface-Partner-Netzwerks im Jahr 1992 einher, das es ermöglichte, Partnerschaften mit allgemeinen Versicherungsgruppen und Banken, insbesondere in Schwellenländern, einzugehen.
2002 übernahm Natixis die mehrheitlichen Anteile der Coface.
2014 wurde Coface an der Pariser Börse (Euronext Paris, CAC Small) notiert.
2016 übertrug Coface das Staatsgarantiegeschäft an die staatliche Bank Bpifrance und beendete damit das Geschäft für den französischen Staat.
2018 kündigte Coface die Übernahme von PKZ an, dem Marktführer für Kreditversicherungen in Slowenien und einer Tochtergesellschaft der SID Bank16.
Am 25. Februar 2020 gab Natixis bekannt, dass sie eine Partnerschaftsvereinbarung mit der Arch Capital Group über den Verkauf von 29,5 % des Kapitals von Coface für 480 Mio. € unterzeichnet hat. Am selben Tag kündigte Coface ihren neuen Strategieplan „Build to Lead“ an, der darauf abzielt, das Risikomanagement zu stärken und die kommerzielle und operative Effizienz der Gruppe bis 2023 zu verbessern.
Im Juli 2020 schloss Coface die Übernahme der GIEK Krediteforsikring AS ab, um ihre Marktposition in Nordeuropa zu stärken.
Die Coface Gruppe ist in 100 Ländern direkt oder indirekt vertreten.

## Aktivitäten
Coface ist ein weltweit agierender Kreditversicherer, der Unternehmen Lösungen zum Schutz vor Ausfallrisiken ihrer Kunden anbietet – sowohl auf dem Inlands- als auch auf dem Exportmarkt. Neben der Kreditversicherung bietet Coface auch Inkassodienstleistungen, Factoring und geschäftliche Informationen sowie Bürgschaften an.

### Kreditversicherung
Wenn ein Unternehmen zum Beispiel einen Auftrag eines Kunden erhält, der Kunde nach Erhalt der Leistung aber seine Rechnung nicht innerhalb der vereinbarten Zahlungsfrist bezahlt, drohen dem Unternehmen Zahlungsausfälle, die im schlimmsten Fall zur Insolvenz führen können. Eine Kreditversicherung hilft Unternehmen, dieses Risiko zu vermeiden.
Kreditversicherer bewerten die finanzielle Bonität und Stabilität von Unternehmen auf Grundlage von Echtzeit-Analysen von Länder-, Branchen- und Kreditrisiken. Diese Informationen machen Transaktionen sicherer. Denn sobald sich die finanzielle Situation der Abnehmer-Unternehmen eine Kundens verändert, macht der Kreditversicherer umgehend darauf aufmerksam. Im Falle einer Nichtzahlung und dem Forderungsausfall, zieht der Kreditversicherer die Forderungen im Auftrag seiner Kunden ein und garantiert damit die Zahlung der Forderungen aus Lieferungen und Leistungen.
Diese Garantie in Form einer Kreditversicherung sorgt auch für bessere Kredit- und Darlehenskonditionen bei Banken.

### Inkasso
Die Einziehung von Forderungen aus Lieferungen und Leistungen ist unerlässlich für ein professionelles Risikomanagement und für eine Minderung des Geschäftsrisikos von Unternehmen. Professionelles Debitorenmanagement kann darüber hinaus dazu beitragen die Beziehung zwischen Schuldner und Gläubiger aufrechtzuerhalten.

### Geschäftliche Informationen
Um das Risiko von Zahlungsausfällen zu vermeiden, ist es wichtig, relevante Informationen über die Kunden oder Lieferanten und deren Geschäftsumfeld zu sammeln. Eine Analyse dieser Informationen ist die Grundlage für erfolgreiche Geschäftsentscheidungen. Coface bietet verschiedene Informations-Services an, die von der Bereitstellung grundlegender Informationen bis hin zur Risikoberatung zu jedem Unternehmen der Welt reichen. Diese Informationen werden auf verschiedenen Ebenen gesammelt und analysiert: Wirtschaftsauskünfte, Risikoindikatoren für individuelle und globale Risiken und Bewertungsmechanismen zur Abgabe von Risikoempfehlungen.

### Factoring
Factoring ermöglicht es Unternehmen, ihren Kunden längere Zahlungsziele einzuräumen. Indem Unternehmen ihre offene Forderung an Coface abtreten, erhalten sie sofortige Liquidität und sichern damit ihren Cashflow.

### Bürgschaften und Garantien
Bei der Abgabe eines Angebots für eine öffentliche Ausschreibung, beim Import/Export oder bei der Durchführung bestimmter Transaktionen, benötigen Unternehmen manchmal Garantien oder Bürgschaften. Coface bietet vier Arten von Garantien an: Marktgarantien, Garantien für reglementierte Berufe, Umweltgarantien und Garantien für Zölle/Verbrauchssteuern.

### Economic Research
Die Economic Research-Abteilung von Coface analysiert Länder- und Branchenrisiken sowie die Insolvenzen von Unternehmen in aller Welt. Ihre Studien werden auf den Coface-Webseiten veröffentlicht, ebenso wie ihre Prognosen zu internationalen Unternehmensrisiken. Coface veröffentlicht jedes Jahr das Country and Sector Risk Handbook mit Wirtschaftsprognosen für 162 Länder und 13 globale Sektoren.
Die Abteilung Economic Research von Coface besteht aus 12 Ökonomen, die in 6 Regionen der Welt tätig sind. 230 spezialisierte Analysten pro Handelssektor ergänzen dieses Gremium.

### Länderrisikoanalyse
Die Länderrisikoanalyse von Coface ermöglicht es Unternehmen, das Risiko des Ausfalls eines Unternehmens in einem bestimmten Land zu bewerten. Darüber hinaus können Unternehmen die allgemeine Qualität des Geschäftsumfelds in dem Land beurteilen, in das sie Waren oder Dienstleistungen exportieren möchten.
Coface vergibt für jedes der 162 von ihr bewerteten Länder eine Bewertung. Sie spiegelt das durchschnittliche kurzfristige Ausfallrisiko für Unternehmen in einem bestimmten Land wider. Dabei vergibt Coface acht verschiedene „Noten“:
A1: sehr geringes Risiko
A2: geringes Risiko
A3: einigermaßen akzeptables Risiko
A4: akzeptables Risiko
B: erhebliches Risiko
C: hohes Risiko
D: sehr hohes Risiko
E: extremes Risiko
Coface veröffentlicht vierteljährlich eine Länderrisikobewertung.

## Landesgesellschaften

### Österreich
Die Coface, Niederlassung Austria befindet sich in Wien. Seit 2002 ist Wien auch das Headquarters für den Raum Zentral- und Osteuropa. Vorläufer des Unternehmens war die 1954 gegründete Österreichische Kreditversicherung AG (ÖKV). 1997 wurde das Unternehmen von der Coface übernommen. 2012 erfolgte die grenzüberschreitende Verschmelzung mit der französischen Konzernmutter. Seitdem firmiert die ehemalige Coface Austria als Coface, Niederlassung Austria.
Das Wiener Büro hat im Jahr 2017 im Raum Zentral- und Osteuropa einen Jahresumsatz von 127 Mio. Euro erwirtschaftet. Coface Austria beschäftigt dabei rund 700 Mitarbeiter in 14 Ländern.